# Khamsin

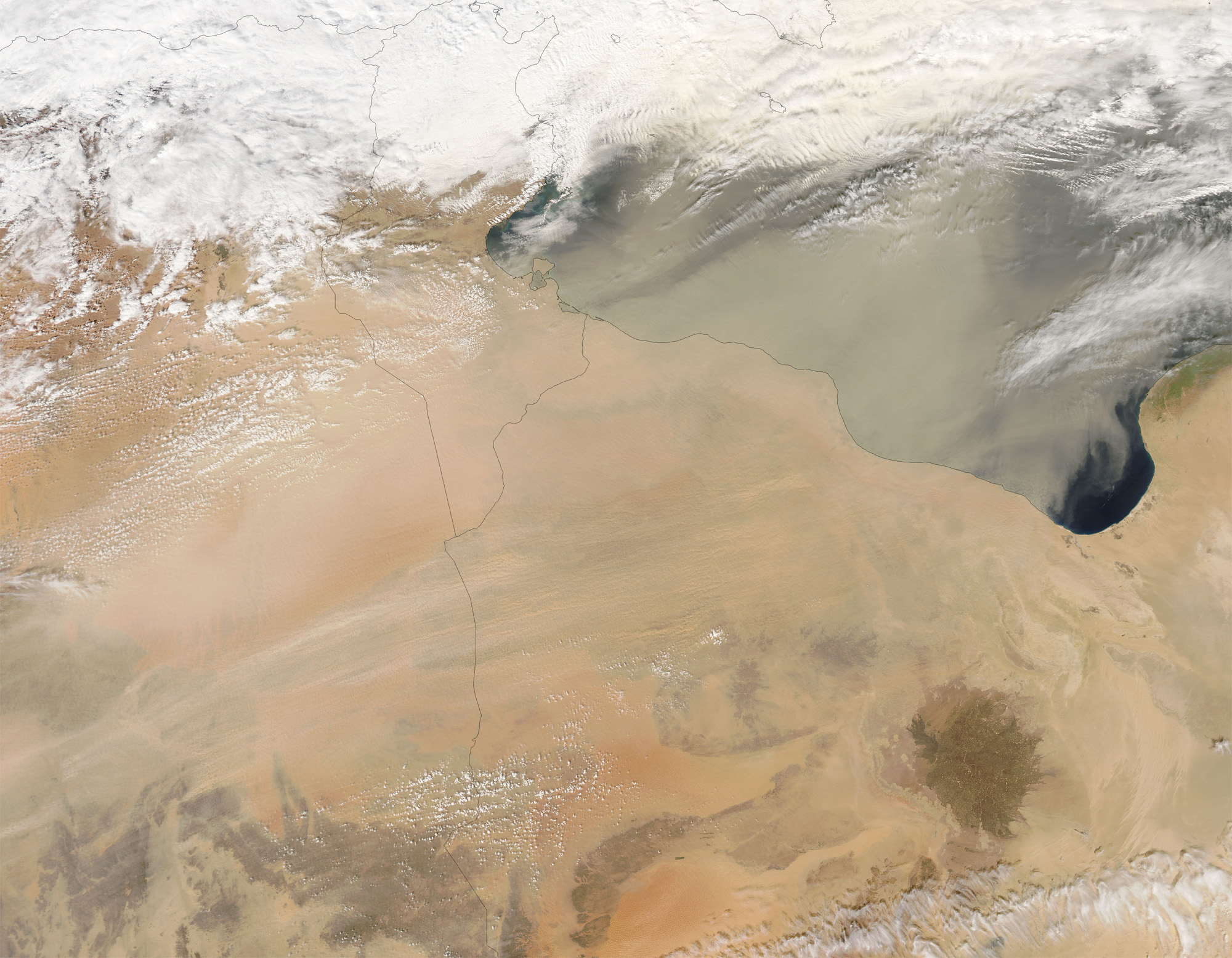
Tempestade de areia sobre a Líbia.

Khamsin (em árabe: خمسين) é um vento local quente, seco e arenoso que sopra de sul no norte de África e na península Arábica. Entre outros ventos semelhantes na região estão o siroco e o simum. O termo traduz-se por "cinquenta", devido ao facto de estas tempestades de areia soprarem esporadicamente ao longo de cinquenta dias.